# Национальная служба безопасности Турции

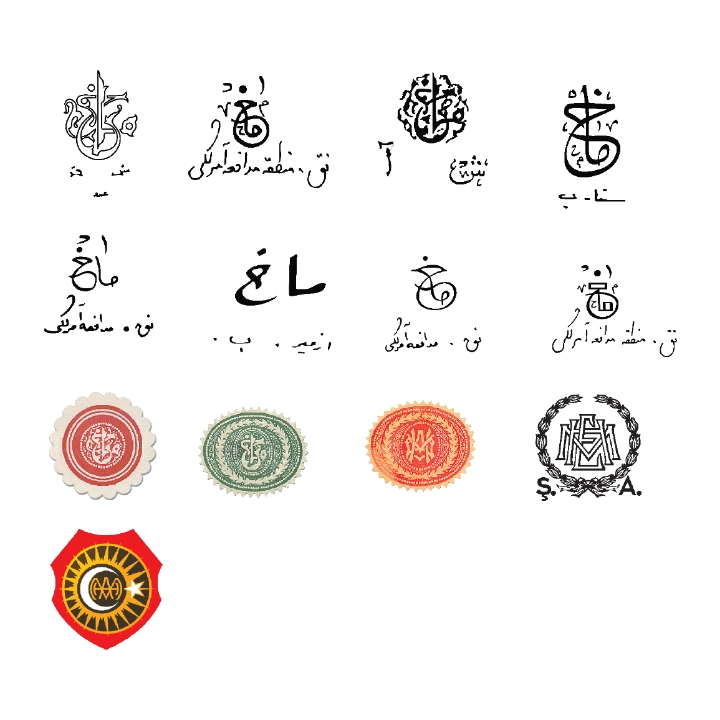
Эмблемы Национальной службы безопасности

Национальная служба безопасности (тур. Milli Emniyet Hizmeti, сокращённо MEH, но чаще известна аббревиатура MAH) — турецкая разведывательная служба, существовавшая в 1926—1965 годах и подчинявшаяся Правительству Турции. 

## Название
Номинально название Национальной службы безопасности (Milli Emniyet Hizmeti) может быть сокращено до аббревиатуры MEH (по первым буквам слов), однако на заре существования службы безопасности правительство Турции активно использовало в качестве названия службы аббревиатуру MAH, не расшифровывая её никоим образом, чтобы никто из посторонних не догадался, чем занимается служба. В связи с этим заведомо неправильную аббревиатуру пытались расшифровать по-разному, предлагая среди вариантов Millî Amale Hizmeti (Национальная служба труда) или Millî Asayiş Hizmeti (Национальная служба общественного порядка).

## История

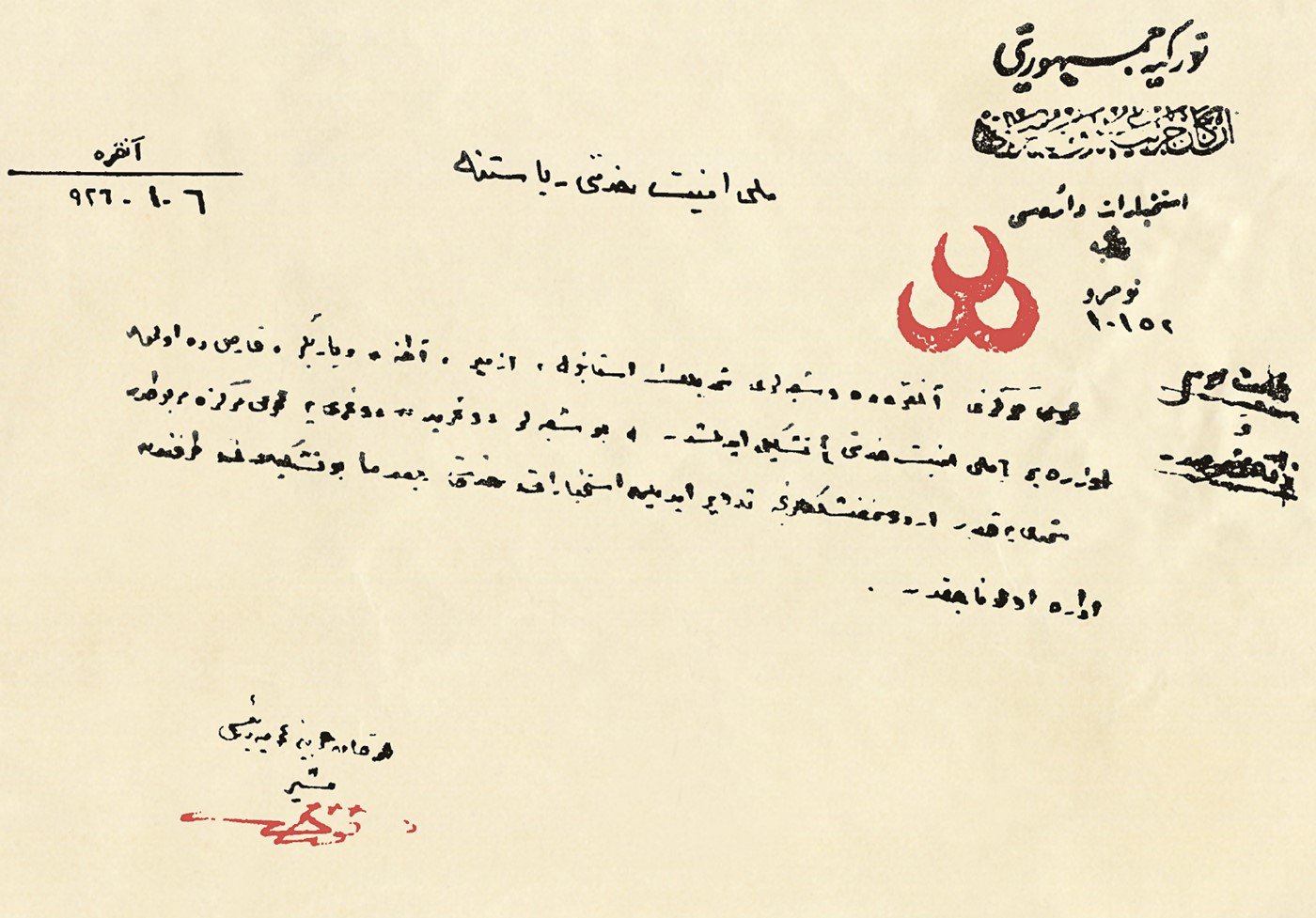
Документ об учреждении MEH от 6 января 1926 года

Национальная служба безопасности была образована 6 января 1926 года. Её появление было связано с тем, что Мустафа Кемаль Ататюрк проводил зачистку государственных органов от сторонников разгромленной партии «Единение и прогресс» — в том числе тех, кто состоял в разведывательных службах Османской империи «Тешкилят-и Махсуса» и «Каракол». Первым начальником новой службы был назначен Шюкрю Али Огель.
Во время Второй мировой войны Национальная служба безопасности работала в особо сложных условиях в связи с наличием не только представителей британской, советской и немецкой разведслужб, но и сторонников сближения с Германией. Службе удалось установить, что Германия не стремилась вовлечь Турцию в войну на свою сторону, в то время как руководству страны во главе с Исметом Инёню приходилось сдерживать давление со стороны Западных союзников, требовавших от Турции объявить войну Германии.
Национальная служба безопасности получала финансовую поддержку от ЦРУ.
22 июля 1965 года Национальная служба безопасности прекратила своё существование, а её обязанности по осуществлению разведки и обеспечению государственной безопасности взяла на себя сформированная Национальная разведывательная организация (тур. Millî İstihbarat Teşkilâtı, сокращённо MİT).

## Руководители
С момента образования в 1926 году и до роспуска Национальной службой безопасности руководили:
- 25 декабря 1926 — 7 июня 1941: Шюкрю Али Огель[англ.]
- 1 августа 1941 — 3 сентября 1953: Мехмет Наджи Перкель[тур.]
- 3 сентября 1953 — 27 марта 1957: Бехчет Тюркмен[тур.]
- 27 марта 1957 — 18 апреля 1957: Эмин Чобаноглу[тур.] (и. о.)
- 18 апреля 1957 — 23 сентября 1957: Ахмет Салих Корур[тур.] (и. о.)
- 23 сентября 1957 — 21 ноября 1957: Эмин Чобаноглу[тур.] (и. о.)
- 21 ноября 1957 — 21 июня 1959: Хусейн Авни Гёктюрк[тур.]
- 21 июня 1959 — 2 октября 1959: Ахмет Салих Корур[тур.] (и. о.)
- 2 октября 1959 — 2 июня 1960: Ахмет Джелалеттин Карасапан[тур.]
- 3 июня 1960 — 17 января 1961: Зия Селышык[тур.]
- 17 января 1961 — 18 августа 1962: Наджи Ашкун[тур.]
- 27 августа 1962 — 25 августа 1964: Мехмет Фуат Догу[тур.]
- 29 августа 1964 — 13 июня 1965: Зия Селышык[тур.]